# Tênis de mesa nos Jogos Olímpicos de Verão de 2020 - Qualificação
Este artigo detalha a fase de qualificação do tênis de mesa nos Jogos Olímpicos de Verão de 2020. (As Olimpíadas foram adiadas para 2021 devido à pandemia de COVID-19). A competição terá um total de 172 mesa-tenistas indicados por seus respectivos CONs; cada comitê pode inscrever até seis atletas, dois homens e duas mulheres no individual, até uma equipe por gênero nos eventos por equipe e até uma dupla no evento de duplas mistas.
Como país-sede, o Japão automaticamente qualificou seis atletas, uma equipe de três homens e três mulheres, também com vaga para a competição individual e de duplas mistas.
Para os eventos por equipe, 16 equipes se qualificaram. Cada continente (com as Américas sendo divididas em América do Norte e América Latina nas competições da ITTF) teve uma competição qualificatória para qualificar uma equipe. O Japão, como país-sede, tem a vaga por equipes garantida.
A competição de duplas mistas também terá 16 duplas qualificadas. Cada continente (com as Américas sendo divididas em América do Norte e América Latina nas competições da ITTF) teve uma competição qualificatória para qualificar uma dupla. Quatro duplas foram qualificadas após a Grande Final do Circuito Mundial de 2019 e cinco pelo Circuito Mundial de 2020. O Japão também tem vaga garantida. Se um CON tem uma equipe de duplas mistas e a equipe em um ou ambos os gêneros estiver qualificada, o jogador de duplas mistas deve ser um membro da equipe naquele gênero.
Para eventos individuais, de 64 a 70 jogadores individuais qualificarão. Cada CON com uma equipe qualificada pode inscrever dois membros da equipe na competição individual. 22 vagas serão distribuídas pelos campeonatos continentais para atletas que pertençam a um CON sem equipe qualificada. Haverá uma vaga por convite da Comissão Tripartite. O restante das 172 vagas será preenchido em um torneio mundial de qualificação individual (não menos que dois e não mais que oito qualificados) e pelo ranking mundial da ITTF.

## Sumário de qualificação
| CON                 | Masculino  | Masculino | Feminino   | Feminino | Misto  | Total |
| CON                 | Individual | Equipes   | Individual | Equipes  | Duplas | Total |
| ------------------- | ---------- | --------- | ---------- | -------- | ------ | ----- |
| GER Alemanha        | 2          | X         | 2          | X        | X      | 6     |
| KSA Arábia Saudita  | 1          |           |            |          |        | 1     |
| ALG Argélia         | 1          |           |            |          |        | 1     |
| ARG Argentina       | 2          |           |            |          |        | 2     |
| AUS Austrália       | 2          |           | 2          | X        | X      | 6     |
| AUT Áustria         | 2          |           | 2          | X        | X      | 6     |
| BLR Bielorrússia    | 1          |           |            |          |        | 1     |
| BRA Brasil          | 2          | X         | 2          | X        |        | 6     |
| BUL Bulgária        |            |           | 1          |          |        | 1     |
| CMR Camarões        |            |           | 1          |          |        | 1     |
| CAN Canadá          | 1          |           | 1          |          | X      | 3     |
| KAZ Cazaquistão     | 1          |           | 1          |          |        | 2     |
| CHI Chile           |            |           | 1          |          |        | 1     |
| CHN China           | 2          | X         | 2          | X        | X      | 6     |
| KOR Coreia do Sul   | 2          | X         | 2          | X        | X      | 6     |
| CRO Croácia         | 2          | X         |            |          |        | 3     |
| CUB Cuba            |            |           | 1          |          | X      | 2     |
| DEN Dinamarca       | 1          |           |            |          |        | 1     |
| EGY Egito           | 2          | X         | 2          | X        | X      | 6     |
| ECU Equador         | 1          |           |            |          |        | 1     |
| SVK Eslováquia      | 1          |           | 1          |          | X      | 3     |
| SLO Eslovênia       | 2          | X         |            |          |        | 3     |
| ESP Espanha         | 1          |           | 2          |          |        | 3     |
| USA Estados Unidos  | 2          | X         | 2          | X        |        | 6     |
| FIJ Fiji            |            |           | 1          |          |        | 1     |
| FRA França          | 2          | X         | 2          | X        | X      | 6     |
| GBR Grã-Bretanha    | 1          |           | 1          |          |        | 2     |
| GRE Grécia          | 1          |           |            |          |        | 1     |
| GUY Guiana          |            |           | 1          |          |        | 1     |
| HKG Hong Kong       | 2          | X         | 2          | X        | X      | 6     |
| HUN Hungria         | 1          |           | 2          | X        | X      | 5     |
| IND Índia           | 2          |           | 2          |          | X      | 4     |
| IRI Irã             | 1          |           |            |          |        | 1     |
| ITA Itália          |            |           | 1          |          |        | 1     |
| JPN Japão           | 2          | X         | 2          | X        | X      | 6     |
| LUX Luxemburgo      |            |           | 2          |          |        | 2     |
| MON Mônaco          |            |           | 1          |          |        | 1     |
| MGL Mongólia        | 1          |           | 1          |          |        | 2     |
| NGR Nigéria         | 2          |           | 2          |          |        | 4     |
| NED Países Baixos   |            |           | 1          |          |        | 1     |
| POL Polônia         |            |           | 2          | X        |        | 3     |
| PUR Porto Rico      | 1          |           | 2          |          |        | 3     |
| POR Portugal        | 2          | X         | 2          |          |        | 5     |
| CZE República Checa | 2          |           | 1          |          |        | 3     |
| ROU Romênia         | 1          |           | 2          | X        | X      | 4     |
| RUS Rússia          | 1          |           | 2          |          |        | 3     |
| SEN Senegal         | 1          |           |            |          |        | 1     |
| SRB Sérvia          | 2          | X         |            |          |        | 3     |
| SGP Singapura       | 1          |           | 2          | X        |        | 4     |
| SYR Síria           |            |           | 1          |          |        | 1     |
| SWE Suécia          | 2          | X         | 2          |          |        | 5     |
| SUI Suíça           |            |           | 1          |          |        | 1     |
| THA Tailândia       |            |           | 2          |          |        | 2     |
| TPE Taipé Chinês    | 2          | X         | 2          | X        | X      | 6     |
| TOG Togo            | 1          |           |            |          |        | 1     |
| TUN Tunísia         | 1          |           | 1          |          |        | 2     |
| UKR Ucrânia         | 1          |           | 2          |          |        | 3     |
| VAN Vanuatu         | 1          |           |            |          |        | 1     |
| Total: 58 CONs      | 65         | 16        | 70         | 16       | 16     | 172   |

## Eventos

### Equipes masculinas
| Evento                                       | Data                        | Local      | Vagas | Equipe qualificada |
| -------------------------------------------- | --------------------------- | ---------- | ----- | --- |
| Jogos Pan-Africanos de 2019                  | 20 a 30 de agosto de 2019   | Rabat      | 1     | EGY Egito |
| Campeonato Asiático de Tênis de mesa de 2019 | 15 a 22 de setembro de 2019 | Yogyakarta | 1     | CHN China |
| Evento de Qualificação da América do Norte   | 5 de outubro de 2019        | Rockford   | 1     | USA Estados Unidos |
| Evento de Qualificação da América Latina     | 25 a 27 de outubro de 2019  | Lima       | 1     | BRA Brasil |
| Evento de Qualificação da Oceania            | 6 a 8 de dezembro de 2019   | Mornington | 1     | AUS Austrália |
| Evento de Qualificação Mundial               | 22 a 26 de janeiro de 2020  | Gondomar   | 9     | CRO Croácia FRA França HKG Hong Kong POR Portugal SRB Sérvia SLO Eslovênia KOR Coreia do Sul SWE Suécia TPE Taipé Chinês |
| País-sede                                    | 15 de fevereiro de 2020     | —          | 1     | JPN Japão |
| Total                                        | Total                       | Total      | 16    | |

### Equipes femininas
| Evento                                       | Data                         | Local      | Vagas | Equipe qualificada |
| -------------------------------------------- | ---------------------------- | ---------- | ----- | --- |
| Jogos Europeus de 2019                       | 22 a 29 de junho de 2019     | Minsk      | 1     | GER Alemanha |
| Jogos Pan-Africanos de 2019                  | 20 a 30 de agosto de 2019    | Rabat      | 1     | EGY Egito |
| Campeonato Asiático de Tênis de mesa de 2019 | 15 a 22 de setembro de 2019  | Yogyakarta | 1     | CHN China |
| Evento de Qualificação da América do Norte   | 5 de outubro de 2019         | Rockford   | 1     | USA Estados Unidos |
| Evento de Qualificação da América Latina     | 25 a 27 de outubro de 2019   | Lima       | 1     | BRA Brasil |
| Evento de Qualificação da Oceania            | 6 a 8 de dezembro de 2019    | Mornington | 1     | AUS Austrália |
| Evento de Qualificação Mundial               | 22 a 26 de fevereiro de 2020 | Gondomar   | 9     | AUT Áustria HKG Hong Kong HUN Hungria PRK Coreia do Norte POL Polônia ROU Romênia SGP Singapura KOR Coreia do Sul TPE Taipé Chinês |
| Realocação                                   | 9 de junho de 2020           | —          | 1     | FRA França |
| País-sede                                    | 15 de fevereiro de 2020      | —          | 1     | JPN Japão |
| Total                                        | Total                        | Total      | 16    | |

### Duplas mistas
| Evento                                           | Data                         | Local     | Vagas | Dupla qualificada                                                               |
| ------------------------------------------------ | ---------------------------- | --------- | ----- | ------------------------------------------------------------------------------- |
| Jogos Europeus de 2019                           | 22 a 29 de junho de 2019     | Minsk     | 1     | GER Alemanha                                                                    |
| Grande Final do Circuito Mundial da ITTF de 2019 | 12 a 15 de dezembro de 2019  | Zhengzhou | 4     | CHN China JPN Japão HKG Hong Kong TPE Taipé Chinês                              |
| Evento de Qualificação da África                 | 27 a 29 de fevereiro de 2020 | Tunis     | 1     | EGY Egito                                                                       |
| Evento de Qualificação da América do Norte       | 7 e 8 de março de 2020       | Kitchener | 1     | CAN Canadá                                                                      |
| Evento de Qualificação da Ásia                   | 18 a 20 de março de 2021     | Doha      | 1     | IND Índia                                                                       |
| Evento de Qualificação da América Latina         | 13 a 17 de abril de 2021     | Rosario   | 1     | CUB Cuba                                                                        |
| Alocação da Oceania                              | 1 de maio de 2021            | —         | 1     | AUS Austrália                                                                   |
| Ranking Mundial da ITTF                          | 1 de maio de 2021            | —         | 5     | KOR Coreia do Sul SVK Eslováquia AUT Áustria FRA França ROU Romênia HUN Hungria |
| Total                                            | Total                        | Total     | 16    |                                                                                 |

### Individual masculino
| Evento                                     | Data                         | Local     | Vagas | Atleta qualificado |
| ------------------------------------------ | ---------------------------- | --------- | ----- | --- |
| Equipes qualificadas (2 atletas por equipe |                              |           | 32    | AUS Austrália BRA Brasil CHN China CRO Croácia EGY Egito FRA França GER Alemanha HKG Hong Kong JPN Japão POR Portugal SRB Sérvia SLO Eslovênia KOR Coreia do Sul SWE Suécia TPE Taipé Chinês USA Estados Unidos |
| Jogos Europeus de 2019                     | 22 a 29 de junho de 2019     | Minsk     | 1     | DEN Jonathan Groth |
| Evento de Qualificação da Ásia Ocidental   | 23 a 26 de fevereiro de 2020 | Amman     | 1     | KSA Ali Al-Khadrawi |
| Evento de Qualificação da África           | 27 a 29 de fevereiro de 2020 | Tunis     | 4     | SEN Ibrahima Diaw TUN Adem Hmam NGR Olajide Omotayo ALG Larbi Bouriah |
| Evento de Qualificação da América do Norte | 7 e 8 de março de 2020       | Kitchener | 1     | CAN Jeremy Hazin |
| World Singles Qualification Tournament     | 14 a 17 de março de 2021     | Doha      | 4     | CZE Lubomír Jančařík HUN Bence Majoros SVK Wang Yang RUS Kirill Skachkov |
| Evento de Qualificação da Ásia             | 18 a 20 de março de 2021     | Doha      | 5     | IRI Nima AlamianCA MGL Enkhbatyn LkhagvasürenEA IND Sathiyan GnanasekaranSA SGP Clarence ChewSEA IND Sharath Kamal                                                                                              |
| Evento de Qualificação da América Latina   | 13 a 17 de abril de 2021     | Rosario   | 4     | PUR Brian Afanador ARG Horacio Cifuentes ECU Alberto Miño ARG Gaston Alto |
| Evento de Qualificação da Europa           | 21 a 25 de abril de 2021     | Odivelas  | 5     | UKR Kou Lei ESP Álvaro Robles GRE Panagiotis Gionis ROU Ovidiu Ionescu CZE Pavel Sirucek |
| Alocação da Oceania                        | 1 de junho de 2021           | —         | 1     | VAN Yoshua Shing |
| Ranking mundial da ITTF                    | 1 de junho de 2021           | —         | 6     | GBR Liam Pitchford NGR Quadri Aruna AUT Robert Gardos BLR Vladimir Samsonov AUT Daniel Habesohn KAZ Kirill Gerassimenko                                                                                         |
| Comissão Tripartite                        | 1 de junho de 2021           | —         | 1     | TOG Dodji Fanny |
| Total                                      | Total                        | Total     | 65    | |

### Individual feminino
| Evento                                      | Data                         | Local     | Vagas | Atleta qualificada |
| ------------------------------------------- | ---------------------------- | --------- | ----- | --- |
| Equipes qualificadas (2 atletas por equipe) |                              |           | 32    | GER Alemanha AUS Austrália AUT Áustria BRA Brasil CHN China EGY Egito FRA França HKG Hong Kong HUN Hungria JPN Japão PRK Coreia do Norte POL Polônia ROU Romênia SGP Singapura KOR Coreia do Sul TPE Taipé Chinês USA Estados Unidos |
| Jogos Europeus de 2019                      | 22 a 29 de junho de 2019     | Minsk     | 2     | POR Fu Yu LUX Ni Xialian |
| Jogos Pan-Americanos de 2019                | 4 a 10 de agosto de 2019     | Lima      | 1     | PUR Adriana Díaz |
| Evento de Qualificação da Ásia Ocidental    | 23 a 26 de fevereiro de 2020 | Amman     | 1     | SYR Hend Zaza |
| Evento de Qualificação da África            | 27 a 29 de fevereiro de 2020 | Tunis     | 4     | NGR Offiong Edem TUN Fadwa Garci NGR Olufunke Oshonaike CMR Sarah Hanffou |
| Evento de Qualificação da América do Norte  | 7 e 8 de março de 2020       | Kitchener | 1     | CAN Zhang Mo |
| Torneio de Qualificação Mundial Individual  | 14 d 17 de março de 2021     | Doha      | 5     | NED Britt Eerland SWE Linda Bergström RUS Polina Mikhailova MON Yang Xiaoxin THA Suthasini Sawettabut |
| Evento de Qualificação da Ásia              | 18 a 20 de março de 2021     | Doha      | 5     | KAZ Anastassiya LavrovaCA MGL Batmönkhiin Bolor-ErdeneEA IND Sutirtha MukherjeeSA THA Orawan ParanangSEA IND Manika Batra |
| Evento de Qualificação da América Latina    | 13 a 17 de abril de 2021     | Rosário   | 3     | CHI María Paulina Vega PUR Melanie Díaz CUB Daniela Fonseca |
| Evento de Qualificação da Europa            | 21 a 25 de abril de 2021     | Odivelas  | 4     | RUS Yana Noskova ESP Maria Xiao BUL Polina Trifonova SWE Christina Kallberg |
| Alocação da Oceania                         | 1 de junho de 2021           | —         | 1     | FIJ Sally Yee |
| Ranking mundial da ITTF                     | 1 de junho de 2021           | —         | 10    | UKR Margaryta Pesotska CZE Hana Matelová SVK Barbora Balážová POR Shao Jieni UKR Ganna Gaponova ITA Debora Vivarelli LUX Sarah de Nutte ESP Galia Dvorak SUI Rachel Moret GBR Tin-Tin Ho                                             |
| Comissão Tripartite                         | 1 de junho de 2021           | —         | 1     | GUY Chelsea Edghill |
| Total                                       | Total                        | Total     | 70    | |